# Лакалье де Эррера, Луис Альберто
Луис Альберто Лакалье де Эррера (исп. Luis Alberto Lacalle de Herrera; род. 13 июля 1941, Монтевидео, Уругвай) — уругвайский адвокат и политик, занимавший должность президента Уругвая с 1990 по 1995 год. Осенью 2009 года вышел во второй тур на выборах президента, будучи кандидатом от Национальной партии, но проиграл.
Выпускник уругвайского республиканского университета.

## Ранняя карьера
Мать, Мария Гортензия де Эррера де Лакалье, была дочерью лидера Национальной партии (Уругвай) Луиса Альберто де Эрреры, в честь которого был назван Лакалье. Луис Альберто Лакалье вступил в национальную партию в возрасте 17 лет. В 1961 году он начал работал журналистом в газете «Clarín» и окончил республиканский университет Уругвая в 1964 году. В 1971 году был избран депутатом в Монтевидео и сохранил свое место до переворота 1973 года, когда президент Хуан Мария Бордаберри распустил парламент.

## Покушение на убийство
В августе 1978 года Лакалье прислали три бутылки вина, отравленного ядом, адресованные ему самому и двум членам национальной партии (Хиберу и Перейре), которые пытались договориться о выходе из военного режима. Жена Лакалье предостерегла его от подозрительного подарка, однако жена Хибера выпила стакан и сразу скончалась. Дело остаётся нераскрытым.

## Вице-президент Сената
В 1984 году, после восстановления демократии он был избран сенатором и стал вице-президентом сената.

## Президент Уругвая

### Выборы 1989 года
В 1989 году он баллотировался на пост президента от своей партии «Эрреризмо» вместе с напарником Гонсало Агирре. На выборах в ноябре 1989 года Национальная партия победила партию Колорадо (баллотировавшуюся с несколькими кандидатами в президенты: Хорхе Батлье, Хорхе Пачеко Ареко и Уго Фернандес Файнгольд) и «Широкий фронт» (баллотировавшуюся с кандидатом в президенты Либером Сереньи). Лакалье получил наибольшее количество голосов в своей партии, победив Карлоса Хулио Перейру и Альберто Зумарана, и был избран президентом Уругвая, вступив в должность 1 марта 1990 года на пятилетний срок.